# ریچارد همینگ
ریچارد وسلی همینگ (به انگلیسی: Richard Wesley Hamming)، ریاضیدانی آمریکایی است که به خاطر خدماتش در نظریه اطلاعات (به ویژه در آشکارسازی و تصحیح خطا) و همچنین ارائه مفاهیمی از قبیل کد همینگ، فاصله همینگ و پنجره همینگ مشهور است. او سومین نفری است که مفتخر به دریافت جایزه تورینگ شده‌است.

## زندگی‌نامه
ریچارد همینگ در سال ۱۹۱۵ در شیکاگو به دنیا آمد. او در ۲۲ سالگی مدرک لیسانس خود را از دانشگاه شیکاگو گرفت. سپس دو سال بعد از آن از دانشگاه نبراسکا فوق لیسانس گرفت و در نهایت بعد از سه سال دیگر یعنی در سن ۲۷ سالگی مدرک دکترای خود را از دانشگاه ایلینوی در اوربانا شامپاین دریافت کرد. او تمامی مدارک خود را در رشته ریاضیات گرفت.
همینگ در سال ۱۹۴۵ در پروژه منهتن شروع به همکاری کرد. پروژه‌ای دولتی که هدفش تولید بمب اتمی بود. با این که پروژه در دانشگاه کلمبیا در منهتن انجام می‌شد، اما همینگ در لس‌آلاموس روی پروژه کار می‌کرد.
بعد از جنگ جهانی دوم، همینگ در سال‌های ۱۹۴۶ تا ۱۹۷۶ در آزمایشگاه‌های بل مشغول به کار بود که در آن‌جا با کلاود شانون همکار بود. سپس همینگ به مدرسه عالی نیروی دریایی رفت تا بالاخره در سال ۱۹۹۷ بازنشسته شد.
مقاله مشهور همینگ دربارهٔ آشکارسازی و تصحیح خطا در سال ۱۹۵۰ انتشار یافت. همچنین همینگ در سال ۱۹۵۶ روی IBM ۳۶۰، یکی از ابتدایی‌ترین کامپیوترهای آی‌بی‌ام کار می‌کرد که کار او منجر به توسعه زبان برنامه‌نویسی جدیدی شد.
ریچارد همینگ در سال ۱۹۹۸، در مونته‌ری، کالیفرنیا و در سن ۸۲ سالگی، بر اثر حمله قلبی درگذشت.

## جوایز و افتخارات
- جایزه تورینگ از انجمن ماشین‌های محاسب، ۱۹۶۸، برای فعالیت‌هایش در زمینه‌های آنالیز عددی، سیستم‌های کددهی خودکار و کدهای آشکارسازی و تصحیح خطا.
- عضویت در IEEE، ۱۹۶۸.
- جایزه امانوئل پیوره از انجمن مهندسان برق و الکترونیک، ۱۹۷۹، برای فعالیت در پردازش اطلاعات.
- عضویت در NAE، ۱۹۸۰.
- جایزه هارولد پندر از دانشگاه پنسیلوانیا، ۱۹۸۱، برای فعالیت در نظریه کدگذاری.
- مدال ریچارد همینگ از انجمن مهندسان برق و الکترونیک، ۱۹۸۸، به همراه جایزه ۱۰۰۰۰ دلاری.
- عضویت در ACM، ۱۹۹۴.
- جایزه ادوارد رین، ۱۹۹۶، به ارزش ۱۳۰۰۰۰ دلار.